# Cantabrie
Pour les articles homonymes, voir Cantabrique.
La Cantabrie (Cantabria en espagnol) est une communauté historique, une province et une communauté autonome monoprovinciale espagnole. La province de Cantabrie a été constituée le 28 juillet 1978. La loi organique du Statut d'autonomie de la Cantabrie a été adoptée le 30 décembre 1981.
La Cantabrie appartient à la corniche cantabrique, nom qui désigne la bande de terre entre le golfe de Gascogne (mer Cantabrique) au nord et la cordillère Cantabrique au sud. Elle est délimitée à l'est par le Pays basque (province de Biscaye), au sud par la Castille-et-León (provinces de León, de Palencia et de Burgos), à l'ouest par les Asturies et au nord par la mer Cantabrique.
La surface de cette province est de 5 326 km2, soit environ 1 % de la superficie totale de l'Espagne. Sa population est également de l'ordre de 1 % de la population totale du pays. Elle comptait 580 229 habitants lors du recensement de 2018 (en baisse par rapport au recensement de 2012). Santander en est la capitale et la commune la plus peuplée avec 172 044 habitants.
Elle possède un climat océanique humide caractérisé par des températures modérées, fortement influencé par les vents de l’océan Atlantique qui se brisent contre les montagnes. Les précipitations moyennes, de l’ordre de 1 200 mm, favorisent la croissance végétale caractéristique de l'Espagne verte.
La communauté est mentionnée pour la première fois en 195 av. J.-C., lorsque Caton l'Ancien parle, dans Les origines, de la naissance de l'Èbre dans le pays des Cantabres.
Il s'agit de la plus riche communauté au monde en gisements archéologiques du Paléolithique supérieur. Les premiers signes de l'occupation humaine datent cependant du Paléolithique inférieur, même si cette période n'est pas aussi bien représentée dans la région. La grotte d'Altamira, dont les peintures datent entre 16 000 et 9 000 av. J.-C., a été déclarée patrimoine de l'Humanité par l'UNESCO avec neuf autres grottes de Cantabrie.

## Étymologie
Son nom lui vient des Cantabres, peuple indo-européen non identifié ou peut-être celtibère de cette région.
De nombreux auteurs ont émis des hypothèses sur l'origine étymologique du mot Cantabria (Isidore de Séville, Julio Caro Baroja, Aureliano Fernández-Guerra, Joaquín González Echegaray, Adolf Schulten).
Même s'il n’existe pas de consensus parmi les experts, l'opinion la plus répandue est que ce mot dérive de la racine cant-, d'origine celte signifiant « frontière », et du suffixe -abr, utilisé dans beaucoup de régions où l'on croit reconnaître l'existence d'une langue celtique ou plus largement indo-européenne, en effet, l'élément -abr- résiste à toute analyse par le celtique (cette racine est inexistante dans les langues celtiques modernes), mais semble se retrouver dans d'autres langues indo-européennes et constitue un élément linguistique des ethnonymes Artrabes (Galice), Velabres (Irlande) et Γαλάβριοι / galábrioi, (Balkans, Calabre).

## Géographie physique

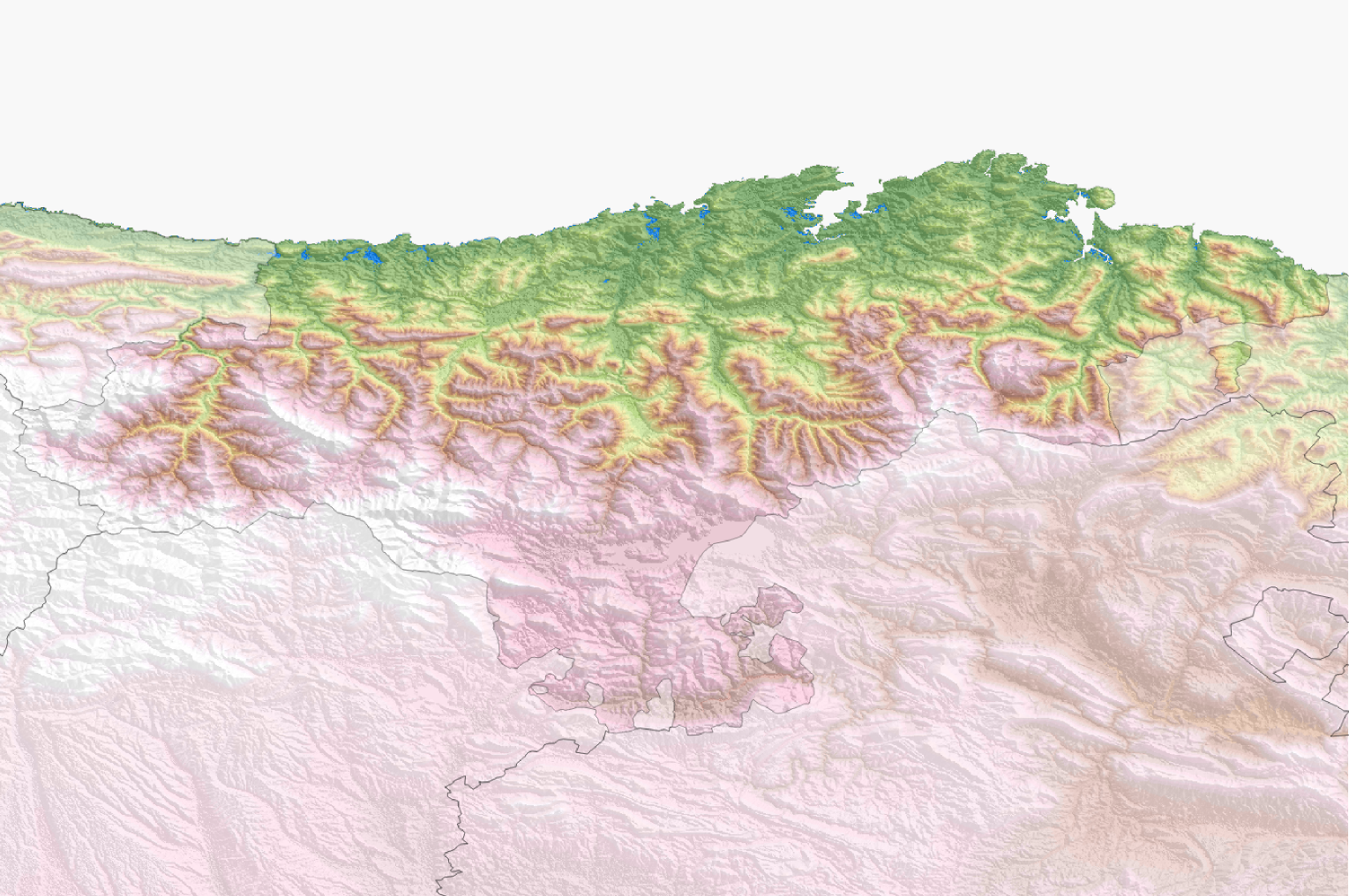
Carte physique de la Cantabrie.

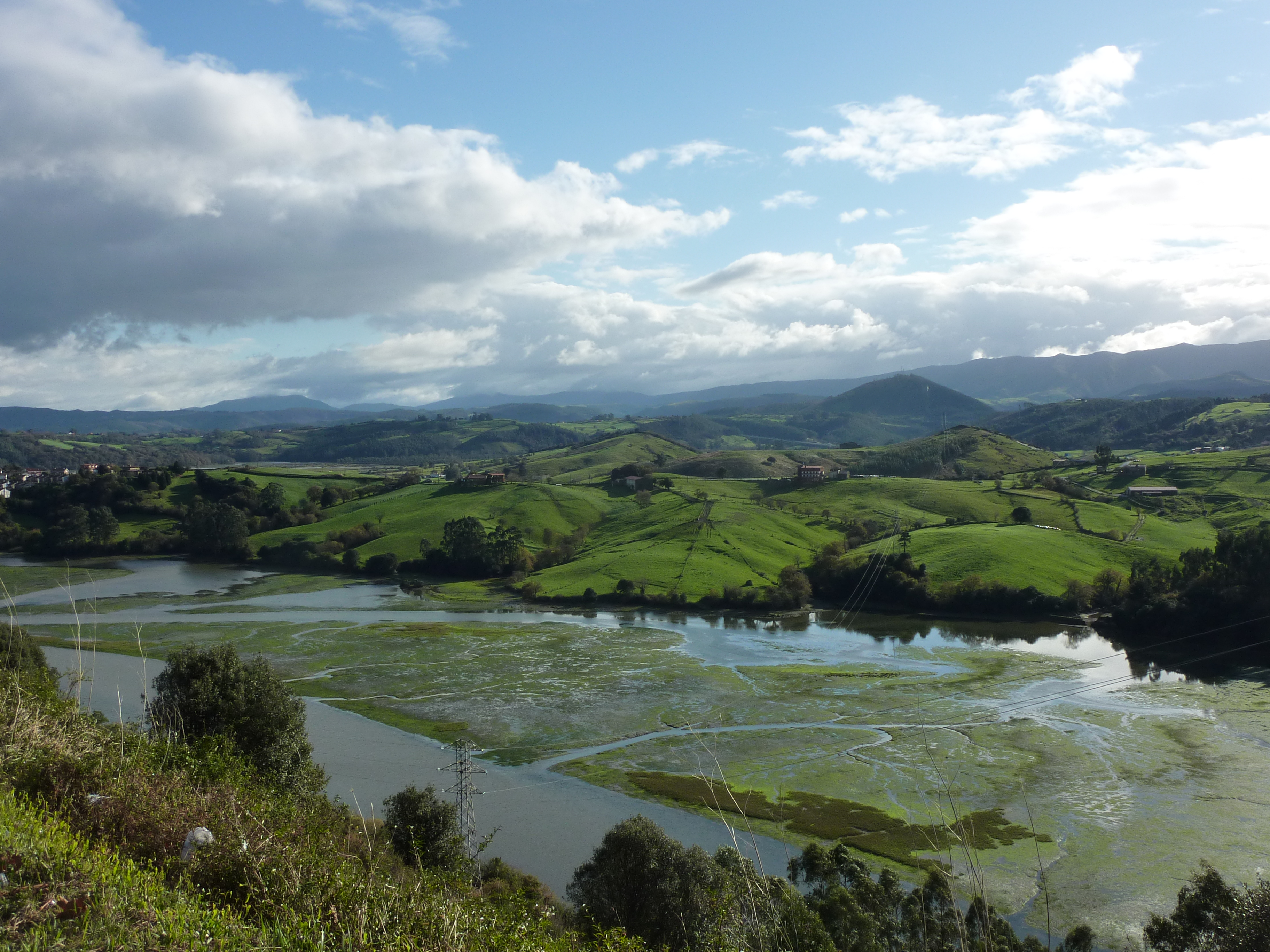
Paysage de collines et aber typiques de la frange côtière.

La Cantabrie s'étend sur 5 321 km2 et possède 284 km de côtes. Son point le plus septentrional est le cap d'Ajo (43° 30′ 40″ N, 3° 35′ 10″ O). La communauté comprend trois grands ensembles géographiques : la côte (La Marina), la montagne (La Montaña), et les vallées du sud (Campoo y los valles del sur) qui appartiennent aux bassins versants de l'Èbre et du Douro. La prédominance des zones montagneuses et le relief accidenté expliquent que la région entière soit souvent désignée comme La Montaña.

### Relief
La Cantabrie est une communauté à la fois montagneuse et côtière qui possède un patrimoine naturel important. 40 % de sa superficie se situe au-dessus des 700 m d'altitude et un tiers de la région présente une inclinaison de plus de 30 %. Trois aires morphologiques peuvent être différenciées :
- La côte. C'est une frange côtière formée de vallées basses, vastes, aux formes douces, d'une dizaine de kilomètres de large et dont l'altitude ne dépasse généralement pas les 500 m. La transition vers la mer est assurée par des falaises abruptes interrompues par les embouchures de rivières qui ont donné naissance à des rias et à des plages. La baie de Santander fait partie de cet ensemble bordé au sud par la zone montagneuse.
- La montagne. Il s'agit d'une longue barrière de montagnes abruptes parallèles à la mer et qui appartiennent à la cordillère Cantabrique. Majoritairement composée de roche calcaire affectée par des phénomènes karstiques, la montagne couvre la plus grande partie de la région. Orientées nord-sud, les profondes vallées sont percées par de courts torrents au fort pouvoir érosif. Les vallées et les cordons montagneux délimitent bien les différentes zones naturelles : Liébana, Nansa, Saja, Besaya, Pas-Pisueña, Miera, Asón-Gándara, Campoo. La Sierra del Escudo de Cabuérniga, massif montagneux dont l'altitude varie entre 600 et 1 000 m, est parallèle à la cote occidentale de la Cantabrie. À mesure que l'on de se déplace vers le sud, apparaissent des montagnes plus hautes qui délimitent les vallées et les bassins hydrographiques des fleuves Èbre et Douro ainsi que des rivières qui se jettent dans la mer Cantabrique. La plupart de ces sommets dépassent 1 500 m d'altitude, depuis le col de San Glorio, à l'ouest, jusqu'à celui de Los Tornos à l'est : Peña Labra, col de Sejos, col de l'Escudo, Castro Valnera et La Sía. Formés par des glaciers, les grands massifs calcaires des pics d'Europe sont situés au sud-ouest de la région. Leurs sommets dépassent pour la plupart 2 500 m. Le point culminant de la Cantabrie est le pic de Torre Blanca (2 619 m), situé à la limite de la Cantabrie et de la province de León, mais la tradition veut que ce soit Peña Vieja (2 617 m) car celui-ci est entièrement situé en territoire cantabre.
- Les vallées du sud. La troisième zone naturelle qu'il convient de distinguer est située à l'extrémité méridionale de la Cantabrie. Le climat plus continental permet le développement du chêne tauzin dont l'extension est facilitée par l'abandon de terres agricoles. Des pins sylvestres ont été réimplantés sur les pentes douces de la zone.

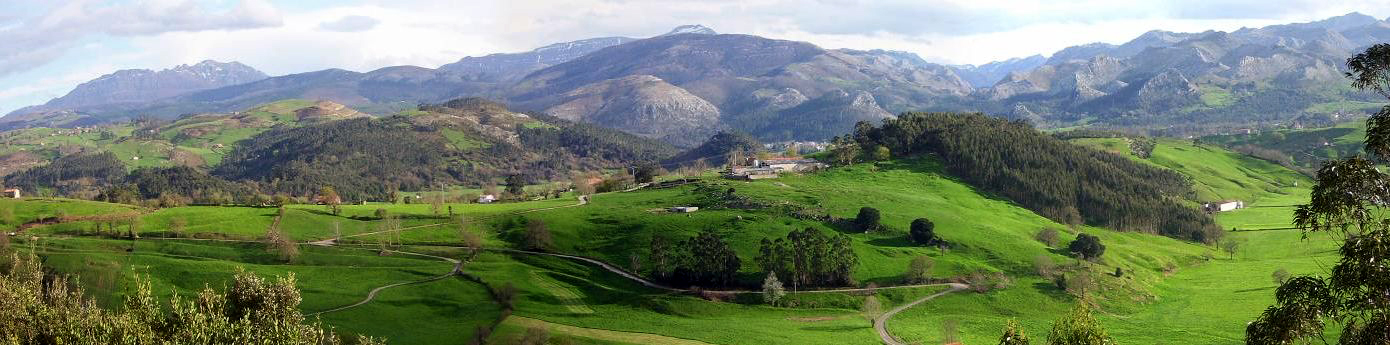
À mesure que l'on se déplace vers le sud, le relief modéré de la côte devient plus abrupt jusqu'à atteindre les hautes montagnes de la cordillère Cantabrique.

### Climatologie
Le Gulf Stream explique que la Cantabrie ait, comme toute la cordillère Cantabrique, des températures beaucoup plus douces que celles qui correspondent à sa latitude, similaire à celle du New Hampshire ou de Hokkaido. La région connaît un climat océanique humide caractérisé par des étés et des hivers doux. Les précipitations annuelles se situent autour de 1 200 mm sur la côte mais s’élèvent jusqu'à 1 600 mm dans les zones montagneuses, ce qui range la Cantabrie dans ce qui est appelée l’Espagne humide ou l'Espagne verte.

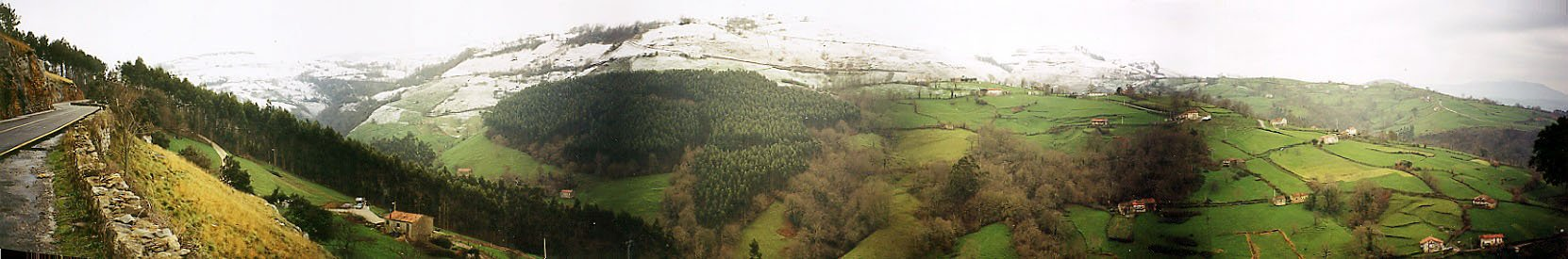
Panorama du col d'Alises avec les sommets enneigés.

La température moyenne est de 14 °C environ. Les chutes de neige sont fréquentes sur les hauteurs d’octobre à mars. Les mois les plus secs sont juillet et août mais il n’existe pas de sécheresse à la fois parce qu’il y a toujours un minimum de précipitations et parce que les températures ne sont pas très élevées. Ceci a été vrai jusqu'au début du XXIe siècle où ont commencé à être très perceptibles des réchauffements climatiques (en 2022, les mois de juillet et d'août ont régulièrement vu des températures au-dessus de 33 degrés, par exemple à Ramales de la Victoria, et de longues semaines sans précipitations). Dans certaines zones des Pics d'Europe situées au-dessus de 2 500 m et avec un climat de haute montagne, les névés se maintiennent toute l’année.
Cependant, les différences entre comarques peuvent être significatives. Ainsi, les plus éloignées du littoral, telle que Liébana et Campoo, présentent un climat méditerranéen avec des influences continentales. Dans le premier cas, il s’agit d’un microclimat spécifique et dans le second cela est dû à la proximité de la Meseta.
Le relief montagneux a une grande incidence sur le climat et est à l’origine de phénomènes atmosphériques particuliers tels que les suradas, vents forts et secs favorisés par l’effet de foehn. Le vent du sud, fort et sec, fait progressivement monter les températures à mesure que la côte approche et provoque une diminution de l’humidité de l’air ainsi qu'une absence de précipitations. Ces conditions contrastent avec celles du versant sud de la cordillère où le vent est frais, humide et peut amener la pluie.
Les zones côtières sont soumises a des vents constants venus de l’océan qui peuvent être forts. En avril-mai et septembre-octobre, les vents de l’ouest peuvent atteindre l’ampleur de la galerne.

### Hydrographie

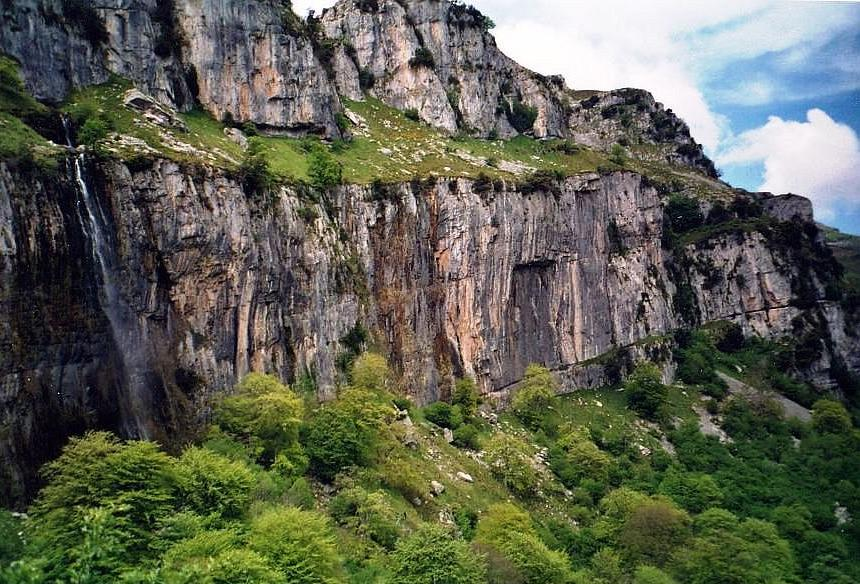
Naissance de la rivière Asón.

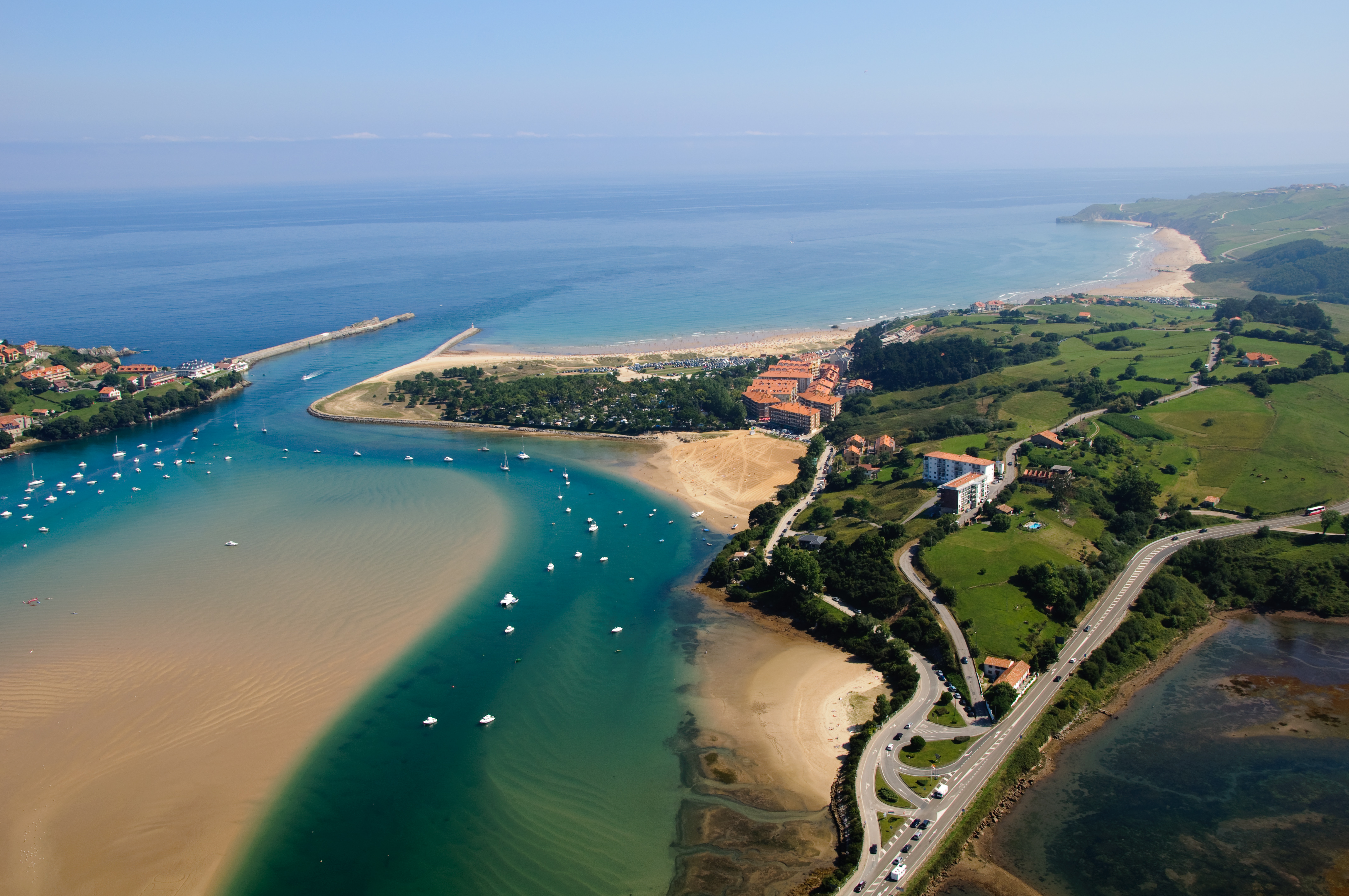
Ria de San Vicente de la Barquera.

Les rivières de Cantabrie sont courtes, rapides et ont un faible débit. Leurs parcours sont généralement perpendiculaires à la côte, exception faite de l’Èbre, et ils possèdent un lit plus ou moins persistant tout au long de l’année grâce à la constance des précipitations. La rapidité des eaux, provoquée par les pentes importantes qui se trouvent sur leur parcours, leur donnent un grand pouvoir érosif qui donne aux vallées une forme en V caractéristique de la corniche cantabrique. L’activité humaine exerce une forte pression sur ces rivières.
Les principales rivières qui divisent la région en autant de bassins hydrographiques sont l'Agüera, l'Asón, le Besaya, le Deva, l'Escudo, le Miera, le Nansa, le Pas, le Pisueña et le Saja pour le bassin nord (ils débouchent dans la mer Cantabrique) ; le Híjar et l'Èbre pour le bassin de l'Èbre (ils débouchent dans la Mer Méditerranée) ; le Camesa pour le bassin du Douro (il débouche dans l'océan Atlantique).
Le Pico Tres Mares (2 175 m) sépare les trois bassins versants. Dans ses flancs, naissent les rivières Híjar, Pisuerga et Nansa qui se jettent respectivement dans la mer Méditerranée, l’océan Atlantique et la mer Cantabrique. La Cantabrie est ainsi, avec la Castille-et-León, la seule communauté autonome dont les rivières débouchent dans chacune des trois mers qui entourent la péninsule Ibérique.

## Démographie

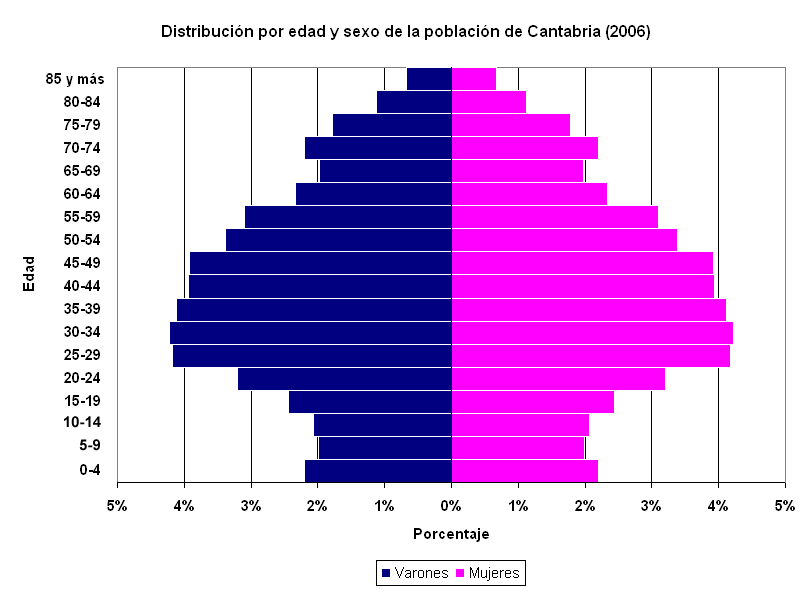
Pyramide démographique de la Cantabrie en 2006. Le bleu représente les hommes, le rose les femmes.

En 2009, la population de la Cantabrie s'élevait à 589 235 habitants selon l'Institut national espagnol de la statistique, ce qui représente 1,26 % de la population espagnole.
La Cantabrie possède une seule communauté autonome. Sa démographie la place au 28e rang des 50 provinces espagnoles.
La densité de population s'élève à 109,65 habitants/km2 et l'espérance de vie à 75 ans pour les hommes et 83 ans pour les femmes.
Si on la compare à d'autres régions espagnoles, la Cantabrie n'a pas une population étrangère très importante : 5,7 % de la population en 2007 contre 11 % au niveau national. Les principaux pays d'origine sont, dans l'ordre décroissant, la Colombie, la Roumanie, l'Équateur, le Pérou, la Moldavie et le Maroc.

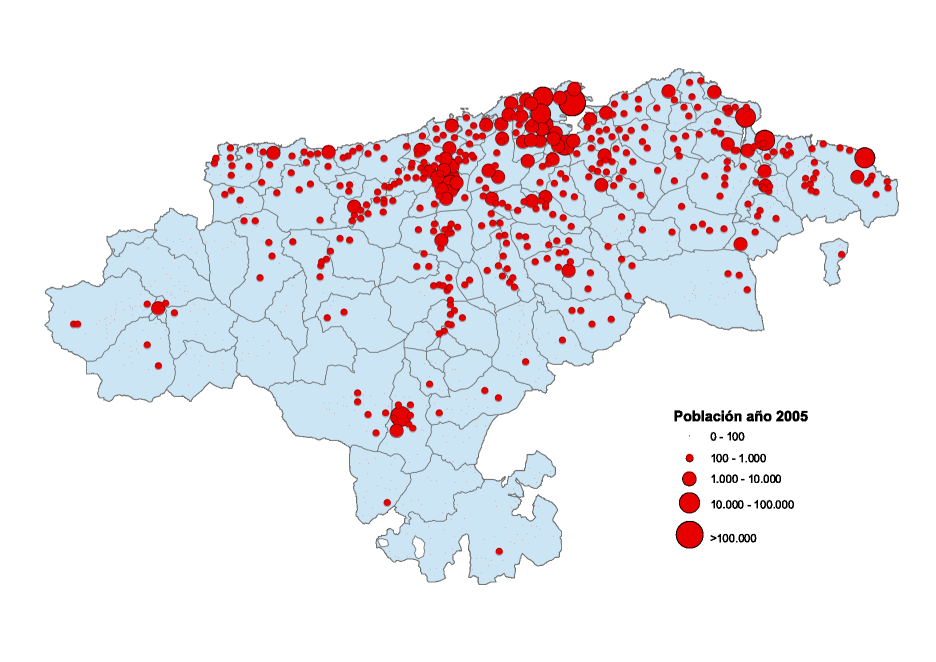
Carte démographique de la Cantabrie. Habitants par noyau de population en 2005.

La majeure partie de la population Cantabre se trouve sur la zone littorale avec notamment la capitale, Santander, et ses 171 951 habitants et Torrelavega, le second pôle urbain et industriel de Cantabrie avec ses 55 910 habitants. Ces deux villes forment l'aire métropolitaine de Santander-Torrelavega.
Les municipalités les plus importantes au niveau démographique (plus de 10 000 habitants, chiffres de 2007) sont les suivantes :
1. Santander (183 466 habitants).
2. Torrelavega (52 034 hab.).
3. Camargo (31 086 hab.).
4. Castro-Urdiales (30 814 hab.).
5. Piélagos (20 130 hab.).
6. El Astillero (17 632 hab.).
7. Laredo (12 835 hab.).
8. Santoña (11 574 hab.).
9. Los Corrales de Buelna (11 223 hab.).
10. Santa Cruz de Bezana (10 463 hab.).
11. Reinosa (10 220 hab.).
Enfin, le taux de délinquance est très bas par rapport à la moyenne espagnole : 27,1 infractions pénales pour mille habitants en 2007 contre environ 50 en Espagne et 55 dans l'Union européenne.

## Politique
La Cantabrie est une communauté autonome, régie par le statut d'autonomie du 30 décembre 1981. Elle dispose donc d'un gouvernement régional (Gobierno de Cantabria), d'un Parlement (Parlamento) et d'un tribunal supérieur de justice (Tribunal Superior de Justicia), qui dépend de l'État espagnol.
La présidente de la communauté autonome (Presidente de Cantabria), est depuis 2023 María José Sáenz de Buruaga, du Parti populaire (PP), qui succède à Miguel Ángel Revilla, du Parti régionaliste de Cantabrie (PRC).

## Économie
PNB (2002): 8 911 500 000 €.

## Cantabres illustres
- Histoire : Pélage le Conquérant, Pierre de Cantabrie, Alphonse Ier des Asturies, Barbara Blomberg, Juan Francisco de Güemes y Horcasitas, Marcelino Sanz de Sautuola, Aurelia Gutiérrez-Cueto Blanchard.
- Religion : Beatus de Liébana, Ángel Herrera y Oria.
- Exploration : Juan de la Cosa.
- Littérature : Gerardo Diego, Marcelino Menéndez y Pelayo, Matilde Camus, José Hierro, José María de Pereda, Álvaro Pombo, Concha Espina.
- Journalisme : Jesús de la Serna.
- Peinture : José de Madrazo y Agudo, Agustín Riancho, María Blanchard, José Gutiérrez-Solana, Antonio Quirós.
- Sciences & techniques : Juan de Herrera.
- Politique : Luis Carrero Blanco, Fernando Álvarez de Miranda y Torres, Alfredo Pérez Rubalcaba, Miguel Ángel Revilla, Íñigo de la Serna, Matilde de la Torre.
- Musique : Ataúlfo Argenta, David Bustamante, Arturo Dúo Vital.
- Cinéma : Eduardo Noriega, Mario Camus.
- Sport : Vicente Trueba, Francisco Gento, Vicente Miera, Carlos Santillana, Alberto Fernández Blanco, Severiano Ballesteros, José Manuel Abascal, Talant Dujshebaev, Isabel Fernández, Iván Helguera, Pedro Munitis, Óscar Freire, Isidro Nozal, José Iván Gutiérrez, Constantino Zaballa, Ruth Beitia, David de la Fuente, Francisco Ventoso, Rodrigo Palacio, Daniel Sordo, Manuel Martín Piñera.

## Culture et traditions

### Langue
L'espagnol est la langue officielle de Cantabrie.
Le cantabrique est également reconnu comme langue minoritaire dans le cadre de l'Union européenne. Originaire de la montagne, elle est principalement située dans la moitié ouest et dans les vallées de Pas et Soba situées dans les montagnes de l'Est. Il s'agit d'une variante d'astur-léonais, proche du castillan.

### Racines celtiques
Comme la Galice et les Asturies, la Cantabrie revendique depuis le XIXe siècle des racines celtiques, car 11 peuples celtes ou celtibères, les Cantabres, ont peuplé autrefois cette région.

### Université
- Université de Cantabrie
- Université internationale Menéndez Pelayo

### Gastronomie
La situation géographique de la Cantabrie, région côtière, fait des plats issus de la mer ses principales spécialités culinaires. On retrouve notamment les anchois, ceux de Santoña étant très réputés, ainsi que les rabas, une specialité de calamars frits.
Deux desserts sont également très typiques de la Cantabrie : les sobaos et les quesadas pasiegas.

## Foires et festivals
La Cantabrie est le lieu de nombreuses célébrations, foires ou festivals d'origine commerciale ou d'origine païenne plus ou moins en lien avec le folklore traditionnel. Les festivités organisées dans la plupart des communes sont pour la Saint Jean et pour la Saint Michel.
Le second dimanche d'août se tient à Cabezón de la Sal la fête de la Cantabrie, l'occasion de pratiquer des activités traditionnelles telles que le bowling, la traction de bœuf, les marchés d'artisanat et des représentations de danse et de musique de Cantabrie. Cette fête est également considérée d'intérêt touristique national.
En outre, le 28 juillet est célébrée la Journée des institutions de Cantabrie à Puente San Miguel (Reocín).

## La Cantabrie en images

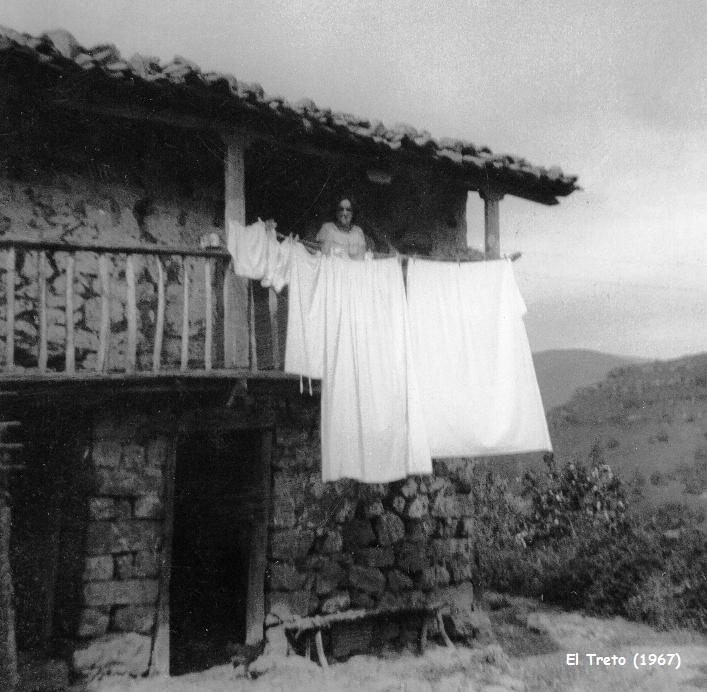
Maison traditionnelle à deux niveaux.
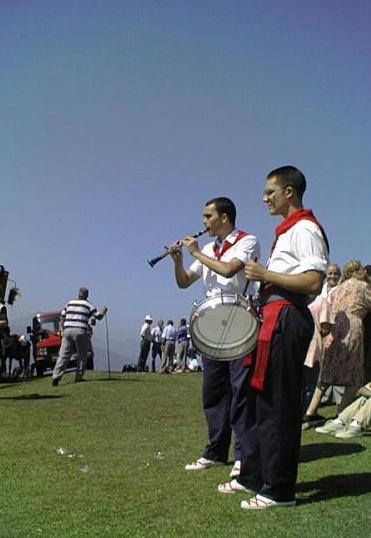
Groupe folklorique.
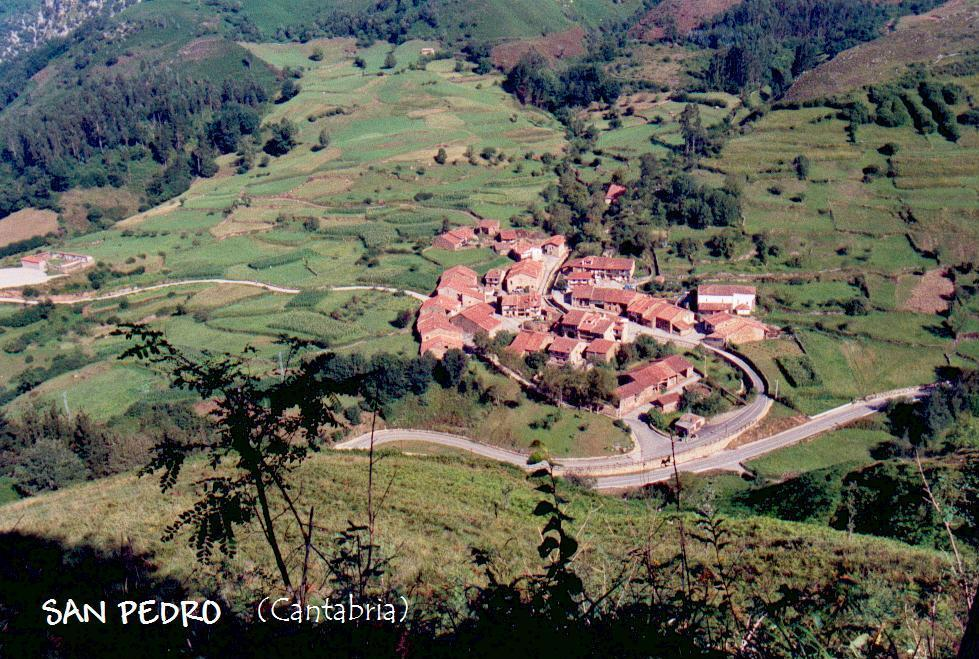
Village de montagne : San Pedro.
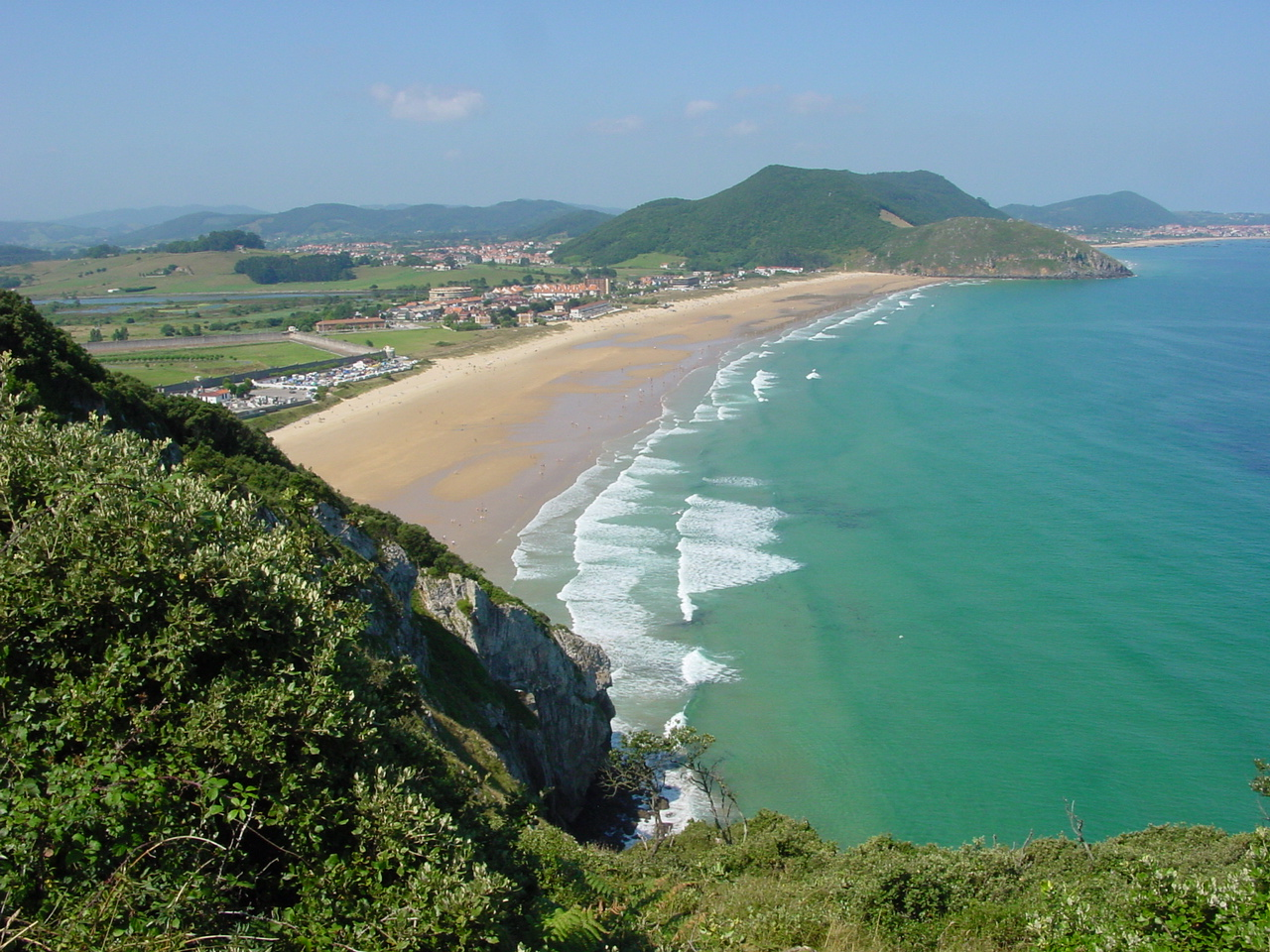
La Costa Verde (Santoña).
Le lábaru cántabru, symbole historique de la communauté.
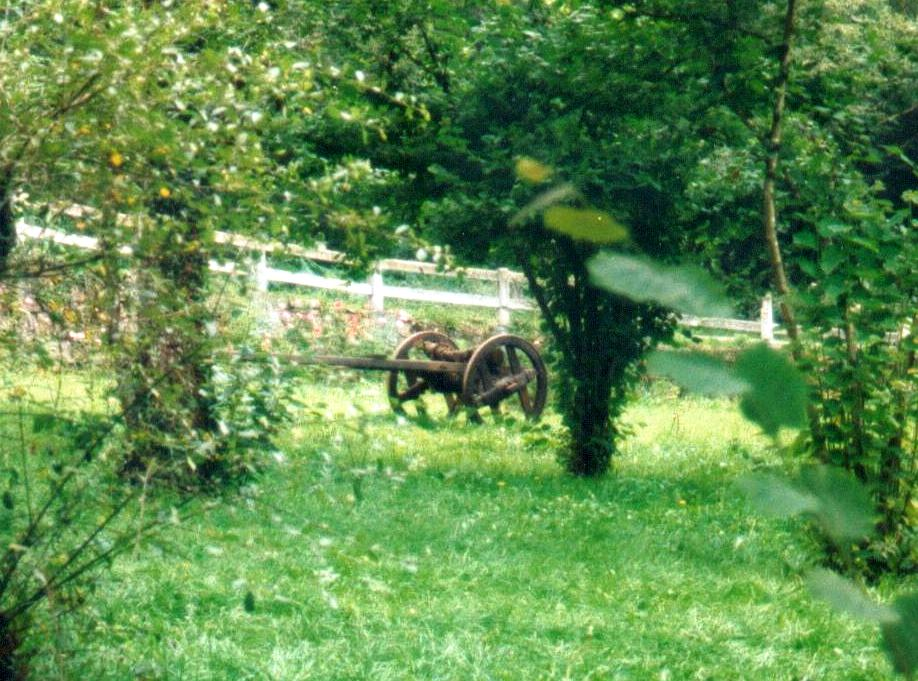
Charrette ancienne, Valle del Saja.
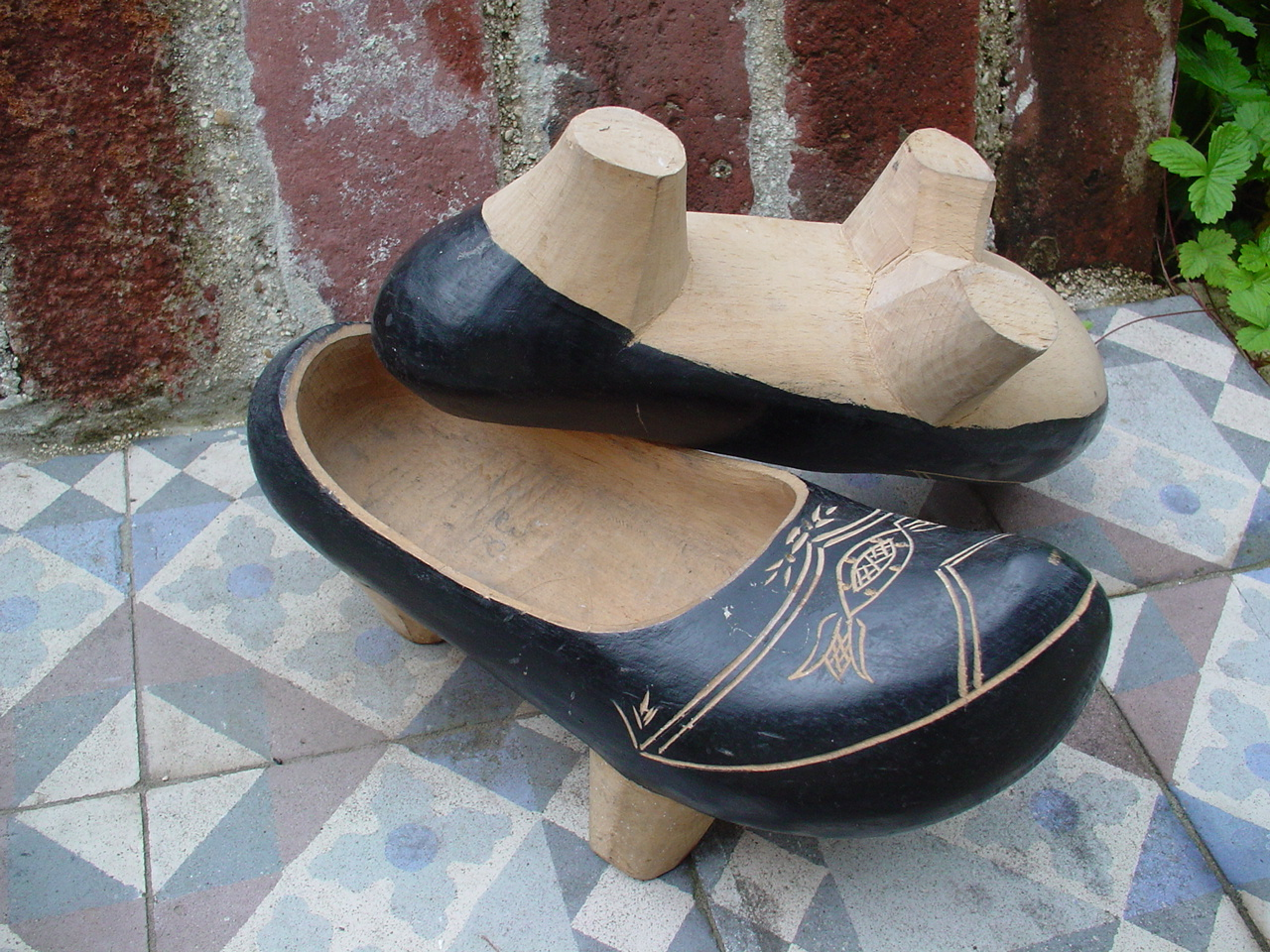
Le sabot traditionnel de la région avec ses trois pointes parfois interchangeables.
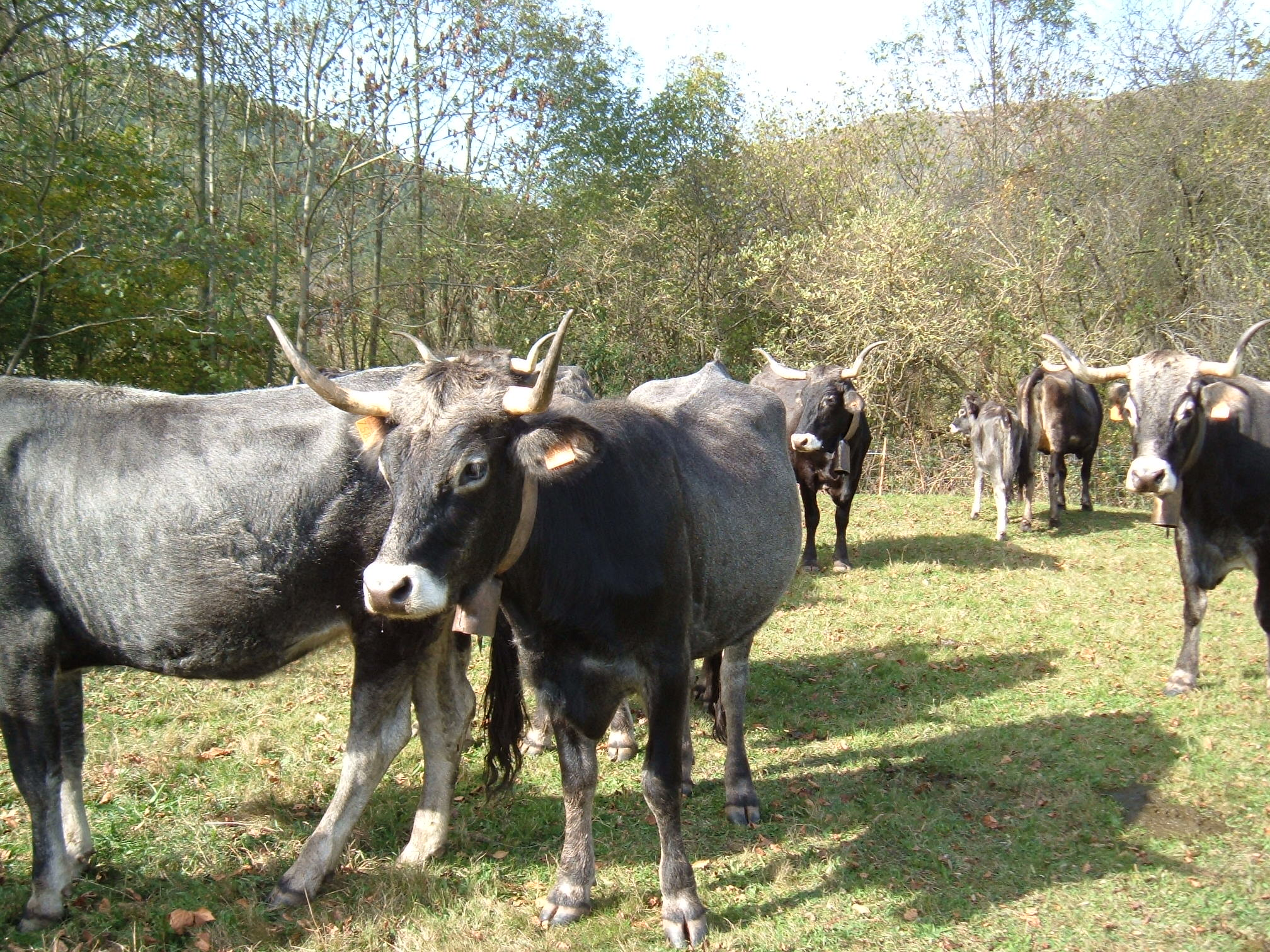
La tudanca, vache de race locale, très adaptée à la vie en montagne.